# Clube do Capitão AZA
Clube do Capitão AZA fue un programa de televisión infantil brasileño transmitido por TV Tupi entre 1968 y 1979, protagonizado por el actor Wilson Vianna como Capitão AZA.

El Capitán AZA fue lanzado en 1968, durante el régimen militar, sirviendo como homenaje a un héroe fallecido de la FAB que luchó en la Segunda Guerra Mundial, el capitán aviador Adalberto Azambuja, quien era conocido como AZA entre los aviadores. El Capitán AZA, con su uniforme aeronáutico y casco de piloto con la "A" con dos alas, fue interpretado por el actor y policía civil Wilson Vianna y fue creado para tratar de superar al programa competidor de Globo, Capitán Furacão, habiendo logrado tal objetivo luego de un pocos meses, liderando la audiencia con los más jóvenes.
El Capitán Aza buscó sacar buenos consejos sobre cómo estudiar, respetar a los mayores, compartir la amistad, el cariño y el amor de las personas. Siempre que era posible, y especialmente los fines de semana, llevaba a los niños a giras promovidas por TV Tupi. junto a los patrocinadores Riotur y Casas Sendas. Ídolo de toda una generación, pasó a formar parte del imaginario de los niños de esa época, que todavía no parecen olvidarlo.
El programa brindó a los niños la oportunidad de convertirse en artistas a través del "Mini Chance", una especie de programa para estudiantes de primer año, donde fueron juzgados por un jurado. Las mejores cuentas de ahorro ganadas y otros premios.
Durante los 13 años que estuvo a cargo del programa Wilson Vianna visitó aproximadamente 100 escuelas al año, manteniendo así un estrecho contacto personal con los fanáticos del programa. En sus visitas, siempre estuvo acompañado por un policía militar, un marinero, un bombero y un ex oficial de la FEB, llevando su mensaje de cortesía a los niños.
En fechas festivas, como el 7 de septiembre, lo desfilaría en su poderosa motocicleta por la Avenida Presidente Vargas, en Río de Janeiro, además de ensalzar los logros de los excombatientes de la Fuerza Expedicionaria Brasileña (okupas) en la Segunda Guerra Mundial. Campaña.

… ¡Hola, hola Sumaré! ¡Hola, hola Embratel! ¡Hola, hola Intelsat 4! ¡Hola, hola niños de mi Brasil !, habla aquí el Capitán Aza, comandante en jefe de las Fuerzas Armadas Infantiles de este Brasil.
Se presentó de lunes a viernes, inicialmente solo para Río de Janeiro y a partir de 1974 para todo Brasil vía satélite Embratel. Tuvo diferentes fases y duraciones. Duró 4 horas y finalmente, en 1979, 1h y 15 minutos. Al principio se presentaba desde el interior de un pequeño avión. Ya en los años 70 ganó un nuevo escenario (más futurista) parecido a una nave espacial. En 1974 ganó otro escenario. Con la llegada de la televisión en color, el Capitán Aza tuvo que adaptarse a la nueva tecnología y pintó su casco, hasta entonces de blanco, en un color calabaza, para ser quizás más visible en el espacio de su escenografía. Los efectos fueron diseñados por el técnico visual J. Reis.
Entre sus principales atractivos estaban la serie Jeannie is a Genius y The Witch, los dibujos de los Héroes Marvel: Capitán América, Iron Man, Thor, Hulk, Namor y Spider-Man. En 1973, el personaje Capitão Aza publicó cómics en la revista "O Cruzeiro Infantil" de la Editora O Cruzeiro.  Tras el final de Editora o Cruzeiro en 1975,  algunos títulos como Pimentinha y Gasparzinho fueron publicados por Editora Vecchi, otros como Luluzinha  y Heroes da TV (con personajes de Hanna Barbera) fueron publicados por Editora Abril.  Pero el Capitán Aza, a diferencia de los otros personajes, no recibió un nuevo cómic. El personaje, sin embargo, siguió asociado con los cómics cuando, en 1975, TV Tupi se asoció con Bloch Editores (una editorial que publicaba personajes de Marvel en ese momento). El programa de televisión Tupi (que emitió la serie The Marvel Super Heroes) transmitió llamadas a las revistas de Bloch Editores y su "Clube do Bloquinho" que se estaban lanzando con personajes que habían sido publicados por EBAL, así como nuevos personajes nunca antes. publicado anteriormente en Brasil. Todas las ediciones venían con la columna "Notícias do Capitão Aza" que daba a conocer las actividades del programa así como las visitas, actividades y sus nuevos atractivos. Esta asociación duró hasta 1978. 
En 1975, el Capitán Aza Club presentó la serie Batman, con Adam West, por primera vez en color. También en 1975 se rescató la caricatura Speed Racer, que había sido proyectada por TV Globo en Río de Janeiro en 1972/73 y como aún no se emitía en la televisión nacional, no tuvo tanta repercusión. Cuando fue exhibido por Tupi dentro del programa, el diseño logró un éxito nacional.
En 1976, en el Diário de Noticias, Capitão AZA tenía una tira producida por Cláudio Almeida (guión) y Carlos Chagas (dibujos).